# Campeonato Europeo de Remo de 1909
El XVII Campeonato Europeo de Remo se celebró en Juvisy-sur-Orge (Francia) en 1909 bajo la organización de la Federación Internacional de Sociedades de Remo (FISA).
En total se disputaron cinco pruebas diferentes, todas ellas en la categoría masculina.

## Resultados

### Masculino
| Evento                 | Oro | Plata | Bronce                                                                                   |
| ---------------------- | --- | --- | ---------------------------------------------------------------------------------------- |
| Scull individual M1X   | Teodoro Mariani Italia | Gaston Delaplane Francia | Jozef Hermans · Bélgica                                                                  |
| Doble scull M2X        | Daniël Clarembaux · Georges Desenfrans · Bélgica                                                                                               | Gaston Delaplane François Rocchesani Francia | Alsacia y Lorena                                                                         |
| Dos con timonel M2+    | Scipione Del Giudice Luigi Ermellini Giuseppe Mion (t) Italia                                                                                  | Mégrat Profit NC (t) Francia | Alsacia y Lorena                                                                         |
| Cuatro con timonel M4+ | Scipione Del Giudice Luigi Ermellini Mario Tres Brenno Del Giudice Giuseppe Mion (t) Italia                                                    | Rodolphe Poma · Oscar Dessomville · Polydore Veirman · Stanislas Kowalski · Raphael Van der Waeren (t) · Bélgica                                           | Albert Breuleux · L. Peter · Th. Schmid · P. Ottiker · E.-W. von Seckendorff (t) · Suiza |
| Ocho con timonel M8+   | Lucien Roche Pierre Herbinet Gaston Delaplane Marcel Monniot Hermann Barrelet Motti Marius Lejeune Georges Lejeune Marcel Frébourg (t) Francia | Scipione Del Giudice Luigi Ermellini Tullio Rosada Italo Sambo Mario Tres Curzio Del Giudice Alfredo Stranieri Brenno Del Giudice Giuseppe Mion (t) Italia | —                                                                                        |

## Medallero
| Núm. | País             | Oro | Plata | Bronce | Total |
| ---- | ---------------- | --- | ----- | ------ | ----- |
| 1    | Italia           | 3   | 1     | 0      | 4     |
| 2    | Francia          | 1   | 3     | 0      | 4     |
| 3    | Bélgica          | 1   | 1     | 1      | 3     |
| 4    | Alsacia y Lorena | 0   | 0     | 2      | 2     |
| 5    | Suiza            | 0   | 0     | 1      | 1     |
|      | TOTAL            | 5   | 5     | 4      | 14    |